# Абдал-Кир
Абда́л-Кир (крим. Abdal Qır), Абда́льська гора — пагорб в Сімферополі, в Київському районі, частина третьої гряди Кримських гір.

## Загальні дані
Пагорб знаходиться на півночі міста, між районами Ескі-Абдал (Загороднє), Червона гірка та Яни-Абдал (Біле) й об'їзною дорогою Ялтинської траси. Зараз здебільшого зайнятий цвинтарем Абдал.
Висота пагорба становить 323,4 метри над рівнем моря. Дубки, залишки суцільних лісів, збереглися тепер тільки в балках на північ від краю гори.
Має продовження за об'їзною дорогою — виступ плато Ведмідь (Ведмідь Білий, 44°59′52″ пн. ш. 34°09′44″ сх. д. / 44.9979° пн. ш. 34.1622° сх. д.) висотою 329,5 метри, між районом Сімферополя Яни-Абдал (Біле) та селами Ана-Юрт, Акрополіс та Айкаван.